# Casses
Les Casses (latinisé en Cassi) étaient un petit peuple celte de l’île de Bretagne, dont le territoire était situé près de l’estuaire de la Tamise.

## Protohistoire
Les Casses ne nous sont connus que par une mention de Jules César, dans ses Commentaires sur la Guerre des Gaules, où ils apparaissent aux côtés des Cénimagnes, des Ségontiaques, des Ancalites et des Bibroques, lors de la résistance de Cassivellaunos à l’invasion romaine.
« Voyant les Trinovantes protégés contre Cassivellaunos et mis à l’abri de toute violence de la part des troupes, les Cénimagnes, les Ségontiaques, les Ancalites, les Bibroques et les Casses députent à César et se soumettent. Par eux, il apprend qu’il n’est pas loin de la place forte de Cassivellaunos, qui est défendue par des forêts et des marécages et où se trouve un rassemblement assez considérable d’hommes et de bétail. Ce que les Bretons appellent place forte, c’est une forêt d’accès difficile, et qui leur sert de refuge habituel pour éviter les incursions de leurs ennemis. César y mène ses légions : il trouve un endroit singulièrement bien fortifié par la nature et par l’art ; pourtant, il l’attaque vivement de deux côtés. L’ennemi, après une courte résistance, céda devant l’impétuosité de notre assaut et s’enfuit par un autre côté de la place. On trouva là beaucoup de bétail, et bon nombre de fuyards furent pris ou tués. »
— Jules César, Commentaires sur la Guerre des Gaules, Livre V, chapitre 21.

## Sources
- Venceslas Kruta, Les Celtes, Histoire et Dictionnaire, page 22, Éditions Robert Laffont, coll. « Bouquins », Paris, 2000,  (ISBN 2-7028-6261-6).
- John Haywood (intr. Barry Cunliffe, trad. Colette Stévanovitch), Atlas historique des Celtes, éditions Autrement, Paris, 2002,  (ISBN 2-7467-0187-1).
- Consulter aussi la bibliographie sur les Celtes et la bibliographie de la mythologie celtique.

## Wikisource
- Jules César, Commentaires sur la Guerre des Gaules, Livre V